# Diospyros
Diospyros L., 1753 è un genere di piante angiosperme dicotiledoni della famiglia Ebenacee.
Il genere comprende oltre 700 specie di alberi e arbusti, molto apprezzate per il legno (ebano) e per i frutti a bacca (kaki).

## Tassonomia
Il genere Diospyros comprende oltre 700 specie.
Alcune tra le specie più rilevanti sono: 
- Diospyros abyssinica Hiern.
- Diospyros acris Hemsl...
- Diospyros australis (R.Br.) Hiern (Australia orientale).
- Diospyros canaliculata De Wild.
- Diospyros celebica Bakh. (ebano macassar).
- Diospyros chloroxylon Roxb..
- Diospyros crassiflora Hiern (ebano del Gabon).
- Diospyros crassinervis (Krug & Urb.) Standl. (ebano di Cuba).
- Diospyros ebenum J.Koenig (Asia tropicale) (ebano di Ceylon).
- Diospyros egrettarum I.Richardson
- Diospyros fasciculosa F.Muell. (Australia).
- Diospyros fischeri Gürke
- Diospyros insularis Bakh. (ebano della Nuova Guinea).
- Diospyros kaki L. (originario della Cina) (kaki o loto).
- Diospyros kurzii Hiern.
- Diospyros lanceifolia Roxb. (Asia sud-orientale).
- Diospyros lotus L. (originario dell'Asia sud-occidentale) (albero di Sant'Andrea o loto).
- Diospyros lycioides Desf.
- Diospyros mabacea (F.Muell.) F.Muell. (Australia).
- Diospyros major (G.Forst.) Bakh.
- Diospyros maritima Blume
- Diospyros melanoxylon Roxb. (ebano di Coromandel o tendu).
- Diospyros mespiliformis Hochst. ex A.DC. (ebano africano o jackalberry).
- Diospyros montana Roxb.
- Diospyros morrisiana Hance.
- Diospyros natalensis (Harv.) Brenan.
- Diospyros pentamera Woolls & F.Muell. (Australia orientale).
- Diospyros perrieri Jum. (ebano del Madagascar).
- Diospyros samoensis A.Gray.
- Diospyros sandwicensis (A.DC.) Fosberg (Hawaii) (lama).
- Diospyros siamang Bakh. (Sumatra).
- Diospyros subtruncata Hochr..
- Diospyros texana Scheele (Texas, Oklahoma).
- Diospyros tutcheri Dunn
- Diospyros villosa (L.) De Winter
- Diospyros virginiana L. (Nordamerica orientale) (loto americano).

Per la coltivazione rivestono importanza solo alcune: 
- Diospyros kaki, coltivato per la produzione di frutti per il consumo fresco;
- Diospyros lotus e Diospyros virginiana usati come portainnesti e nell'industria di trasformazione;
- Diospyros oleifera e Diospyros glaucifolia che sono usati per l'estrazione di tannino;

Varie specie di Diospyros sono usate per la produzione di ebano:
- Diospyros crassiflora, Diospyros mespiliformis, e Diospyros perrieri o ebano africano;
- Diospyros ebenum e Diospyros melanoxylon o ebano asiatico;
- Diospyros crassinervis o ebano cubano;
- Diospyros celebica o ebano macassar;
- Diospyros melanida, Diospyros montana o ebano bianco.

## Usi

### Frutti

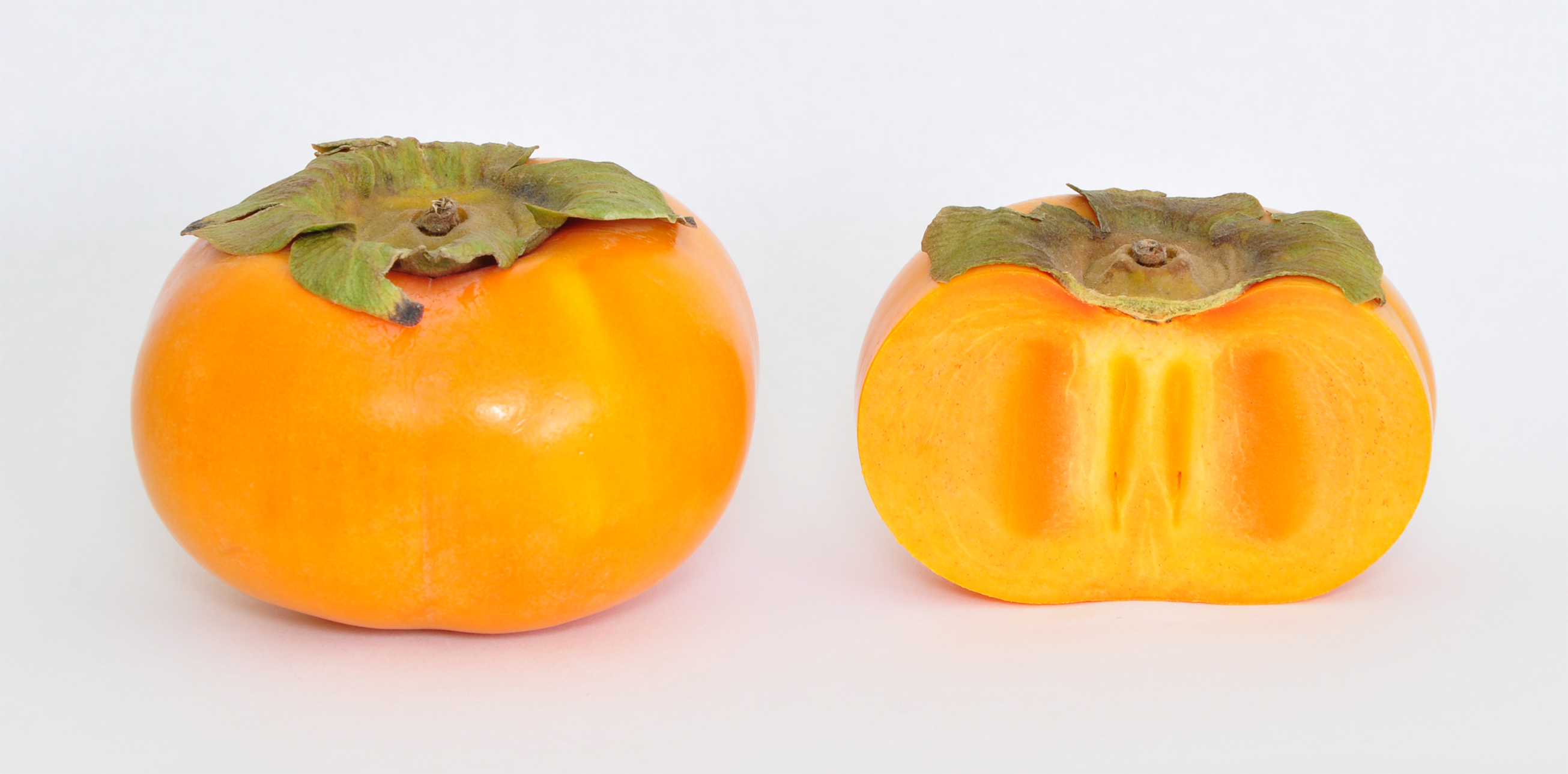
Diospyros kaki, intero e affettato.

Molte specie hanno frutti commestibili. Diospyros kaki L., il kaki, cachi o loto è noto in tutto il mondo per i suoi frutti arancioni. Pur essendo una specie originaria di regioni temperato-calde può essere coltivato nella gran parte del territorio italiano, anche grazie all'uso di portainnesti derivanti da specie affini
Numerose altre specie hanno uso alimentare, soprattutto localmente; tra queste ricordiamo D. lotus; D. virginiana, il loto americano; D. digyna, con buccia verde e polpa bianca che a maturità diventa nera; D. discolor, rosso brillante a maturità.

### Legno
Molte specie sono apprezzate per il legno duro, resistente, spesso di colore molto scuro o addirittura nero. Tra le specie maggiormente apprezzate per il legno si annoverano D. ebenum, D. melanoxylon, D. crassiflora, D. celebica. Tra le specie meno pregiate utilizzate per il legno va menzionata anche D. virginiana.
Alcune specie vengono utilizzate per estrarre tannini. Tannini per la concia delle pelli venivano estratti dai nativi americani da D. texana.

### Foglie
In India le foglie di D. melanoxylon servono per la preparazione delle sigarette bidi.